# لغزش‌ها
لغزش‌ها (ایتالیایی: Trasgredire) فیلمی اروتیک و کمدی به کارگردانی تینتو براس است که در سال ۲۰۰۰ منتشر شد. در این فیلم یولیا مایارکوک نقش اصلی را بازی می‌کند.

## داستان
کارلا بورین، دانشجوی بیست‌وچندساله اهل ونیز، به دنبال آپارتمانی برای اجاره و زندگی با دوست‌پسر دوران مدرسه‌اش، ماتئو، در لندن است. مالک آژانس املاک، مویر، به طور تصادفی به کارلا دست می‌زند و این آغاز رابطه‌ای پر از تماس‌های جنسی میان آن‌هاست. کارلا در حالی که با مویر رابطه دارد، به ماتئو تماس می‌گیرد و او با پارانویا فکر می‌کند که کارلا با فرد دیگری است. دوست قدیمی‌اش برنارد به ماتئو می‌گوید که کارلا به او خیانت می‌کند. در ونیز، ماتئو دلش برای کارلا تنگ شده و به خانه‌اش می‌رود؛ در آنجا نامه‌ای عاشقانه از برنارد به کارلا همراه با عکس برهنه‌اش پیدا می‌کند و متوجه می‌شود که دوستش نیز خیانتکار است.
در همین حال، کارلا و مویر ساعت‌ها در لندن با هم رابطه دارند. ماتئو که به کارلا زنگ می‌زند و سفرش به لندن را به خاطر بی‌وفایی او کنسل می‌کند، بسیار نگران واکنش او است. کارلا برای گرفتن قرارداد آپارتمان، با ماریو، همسر سابق مویر، که در یک مهمانی با او رابطه برقرار می‌کند، وارد معامله می‌شود اما بعد از صحبت با مویر، اشک می‌ریزد و از دوری ماتئو دلگیر است.
وقتی ماتئو به صورت ناگهانی به آپارتمانی که کارلا در لندن اجاره کرده می‌رود، او را در حال بوسیدن و نوازش مویر می‌بیند. مویر می‌رود و ماتئو خشمگین به کارلا حمله می‌کند و می‌رود. سپس تلاش می‌کند با یک خدمتکار زیبا آشنا شود اما متوجه می‌شود که در محل کارش اجازه داشتن دوست پسر ندارد. در نهایت، ماتئو در پارکی تنها نشسته و پس از دیدن زوج‌هایی که در حال عشق ورزیدن هستند، به خودارضایی روی می‌آورد تا کارلا را فراموش کند. در پایان، کارلا می‌آید و عشق ماتئو او را دوباره به سوی خود می‌کشاند.